# Министр иностранных дел Ганы
Министр иностранных дел Ганы — глава внешнеполитического ведомства Республики Гана, в ведении которого находятся внешняя политика страны и международная дипломатия. Пост главы МИД обычно является один из самых важных в правительстве. В настоящее время министерство иностранных дел Ганы объединено с рядом других министерств и преобразовано в Министерство иностранных дел и региональной интеграции. Пост министра с 28 января 2017 года занимает Ширли Айоркор Ботчвей.

## История
Пост министра иностранных дел Ганы учреждён в марте 1957 года, когда Гана получила независимость и Великобритания передала в компетенцию её правительства вопросы внешней политики. Первым министром иностранных дел стал премьер-министр Ганы Кваме Нкрума, уделявший большое значение внешнеполитическому курсу и активно выступавший на международной арене. При этом в его правление смены министров происходили часто и помимо Нкрумы этот пост занимали ещё четыре человека. После свержения Нкрумы и прихода к власти военных внешнеполитическая активность Ганы ослабла. Новый лидер страны генерал Джозеф Артур Анкра, лично возглавивший министерство в период масштабной переориентации внешнеполитических отношений в сторону западных стран, стал последним главой государства, возглавлявшим ведомство. В дальнейшем министерством руководили либо представители правящих партий, либо армейские офицеры, назначенные военными правительствами. Исключение составила госпожа Глория Амон Никои, первая и единственная в истории страны женщина — глава МИД, — назначенная на этот пост военными. Богатая событиями история по-разному влияла на судьбы министров иностранных дел. Алекс Квейсон-Секи, сопровождавший Нкруму в зарубежной поездке во время переворота 1966 года, через несколько дней отрёкся от свергнутого президента и вернулся в Гану, перейдя на сторону военных. Один из его предшественников, Эбенезер Ако-Аджей несколько лет провёл в тюрьме, Роджер Джозеф Фелли был расстрелян в 1979 году, Кваме Р. М. Баа в это же время чудом избежал расстрела. Виктор Овусу, Уильям Офори-Атта и Имору Эгала стали основателями политических партий.
Несколько раз менялось официальное название поста: (Министр внешних сношений, Комиссар по иностранным делам, в настоящее время — Министр иностранных дел и региональной интеграции).

## Список министров иностранных дел Ганы
| Порядок | Портрет | Имя                                                  | Должность, звание                              | Назначение            | Отставка              | Политическая партия                                     |
| ------- | ------- | ---------------------------------------------------- | ---------------------------------------------- | --------------------- | --------------------- | ------------------------------------------------------- |
| 1.      |         | Кваме Нкрума, Kwame Nkrumah                          | Премьер-министр Ганы                           | 3 марта 1957 года     | 17 ноября 1958 года   | Народная партия конвента                                |
| 2.      |         | Коджо Ботсио, Kojo Botsio                            |                                                | 17 ноября 1958 года   | 4 апреля 1959 года    | Народная партия конвента                                |
| 3.      |         | Эбенезер Ако-Аджей, Ebenezer Ako-Adjei               |                                                | 4 апреля 1959 года    | октябрь 1960 года     | Народная партия конвента                                |
| 4       |         | Имору Эгала, Imoru Egala                             |                                                | октябрь 1960 года     | май 1961 года         | Народная партия конвента                                |
| 5.      |         | Эбенезер Ако-Аджей, Ebenezer Ako-Adjei               |                                                | май 1961 года         | 3 сентября 1962 года  | Народная партия конвента                                |
| 6.      |         | Кваме Нкрума, Kwame Nkrumah                          | Президент Ганы                                 | 3 сентября 1962 года  | 16 марта 1963 года    | Народная партия конвента                                |
| 7.      |         | Алекс Квейсон-Секи, Alex Quaison-Sackey              |                                                | 16 марта 1963 года    | 19 июня 1966 года     | Народная партия конвента                                |
| 8.      |         | Джозеф Артур Анкра, Joseph Arthur Ankrah             | Председатель Совета Национального Освобождения | 19 июня 1966 года     | 13 марта 1967 года    | Военный                                                 |
| 9.      |         | Джон Вилли Кофи Харли, John Willie Kofi Harlley      | Член НСО, Комиссар по иностранных делам        | 13 марта 1967 года    | 31 декабря 1968 года  | Военный                                                 |
| 10.     |         | Патрик Данква Анин, Patrick Dankwa Anin              |                                                | 14 февраля 1969 года  | 9 апреля 1969 года    | Прогрессивная партия                                    |
| 11.     |         | Виктор Овусу, Victor Owusu                           |                                                | 9 апреля 1969 года    | 15 апреля 1969 года   | Прогрессивная партия                                    |
| 12.     |         | Патрик Данква Анин, Patrick Dankwa Anin              |                                                | 15 апреля 1969 года   | 7 сентября 1969 года  | Прогрессивная партия                                    |
| 13.     |         | Виктор Овусу, Victor Owusu                           |                                                | 7 сентября 1969 года  | 28 января 1971 года   | Прогрессивная партия                                    |
| 14.     |         | Уильям Офори-Атта, William Ofori-Atta                |                                                | 28 января 1971 года   | 29 января 1972 года   | Прогрессивная партия                                    |
| 15.     |         | Натан Апеа Афери, Nathan Apea Aferi                  | Генерал-майор                                  | 29 января 1972 года   | 9 октября 1975 года   | Военный                                                 |
| 16.     |         | Кваме Р. М. Баа, Kwame R.M. Baah                     | Подполковник                                   | 29 января 1972 года   | 9 октября 1975 года   | Военный                                                 |
| 17.     |         | Роджер Джозеф Фелли, Roger Joseph Felli              | Комиссар по иностранным делам, полковник       | 9 октября 1975 года   | 1 января 1979 года.   | Военный                                                 |
| 18.     |         | Глория Амон Никои, Gloria Amon Nikoi                 |                                                | 1 января 1979 года    | 24 сентября 1979 года | Военное правление                                       |
| 19.     |         | Исаак К. Чинебуа, Isaac K. Chinebuah                 |                                                | 24 сентября 1979 года | 31 декабря 1981 года  | Национальная народная партия                            |
| 20.     |         | Обейд Асамоа, Obed Asamoah                           |                                                | 2 января 1982 года    | 1997 год              | Национальный демократический конгресс/Военное правление |
| 21.     |         | Квамена Ахвой, Kwamena Ahwoi                         | Исполняющий обязанности министра               | 1997 год              | 27 ноября 1997 года   | Национальный демократический конгресс/Военное правление |
| 22.     |         | Виктор Гбехо, Victor Gbeho                           |                                                | 27 ноября 1997 года   | 7 января 2001 года    | Новая патриотическая партия                             |
| 23.     |         | Хакман Овусу-Агеманг, Hackman Owusu-Agyemang         |                                                | 7 января 2001 года    | 1 апреля 2003 года    | Новая патриотическая партия                             |
| 24.     |         | Нана Данква Акуфо-Аддог, Nana Addo Dankwa Akufo-Addo |                                                | 1 апреля 2003 года    | 11 июля 2007 года     | Новая патриотическая партия                             |
| 25.     |         | Аквази Осей-Аджей, Akwasi Osei-Adjei                 |                                                | 11 июля 2007 года     | 13 февраля 2009 года  | Новая патриотическая партия                             |
| 26.     |         | Мухаммед Мумуни, Muhammad Mumuni                     |                                                | 13 февраля 2009 года  | 6 января 2013 года    | Национальный демократический конгресс                   |
| 27.     |         | Ханна Серваа Теттех, Hanna Serwaa Tetteh             |                                                | 30 января 2013 года   | 7 января 2017 года    | Национальный демократический конгресс                   |
| 28.     |         | Ширли Айоркор Ботчвей, Shirley Ayorkor Botchwey      |                                                | 28 января 2017 года   |                       | Новая патриотическая партия                             |